# Мъжки национален отбор по волейбол на Сърбия
Националният отбор по волейбол на Сърбия представя страната на международни турнири и състезания.
Отборът има 8 участия на олимпийски игри. Печели олимпийската титла през 2000 г.
От 1948 до 2002 г. отборът представя Югославия, а от 2003 до 2006 г. – Сърбия и Черна гора.

## Резултати

### Олимпийски игри
| Игри                | Държава | Място         | Класиране     | М             | П             | З             | СС            | ЗС            |
| ------------------- | ------- | ------------- | ------------- | ------------- | ------------- | ------------- | ------------- | ------------- |
| 1964 Токио          |         | не се класира | не се класира | не се класира | не се класира | не се класира | не се класира | не се класира |
| 1968 Мексико        |         | не се класира | не се класира | не се класира | не се класира | не се класира | не се класира | не се класира |
| 1972 Мюнхен         |         | не се класира | не се класира | не се класира | не се класира | не се класира | не се класира | не се класира |
| 1976 Монреал        |         | не се класира | не се класира | не се класира | не се класира | не се класира | не се класира | не се класира |
| 1980 Москва         |         | 6-то място    | Първи етап    | 6             | 3             | 3             | 13            | 13            |
| 1984 Лос Анджелис   |         | не се класира | не се класира | не се класира | не се класира | не се класира | не се класира | не се класира |
| 1988 Сеул           |         | не се класира | не се класира | не се класира | не се класира | не се класира | не се класира | не се класира |
| 1992 Барселона      |         | не участва    | не участва    | не участва    | не участва    | не участва    | не участва    | не участва    |
| 1996 Атланта        |         | 3-то място    | Полуфинали    | 8             | 5             | 3             | 16            | 14            |
| 2000 Сидни          |         | 1-во място    | Финал         | 8             | 6             | 2             | 21            | 11            |
| 2004 Атина          |         | 5-то място    | Четвъртфинали | 6             | 4             | 2             | 13            | 9             |
| 2008 Пекин          |         | 5-то място    | Четвъртфинали | 6             | 2             | 4             | 11            | 13            |
| 2012 Лондон         |         | 9-то място    | Първи етап    | 5             | 1             | 4             | 7             | 13            |
| 2016 Рио де Жанейро |         | не се класира | не се класира | не се класира | не се класира | не се класира | не се класира | не се класира |
| 2020 Токио          |         | не се класира | не се класира | не се класира | не се класира | не се класира | не се класира | не се класира |
| 2024 Париж          |         | 9-то място    | Първи етап    | 3             | 1             | 2             | 5             | 8             |
| Общо                | Общо    | 6/9           | 1 титла       | 36            | 19            | 17            | 73            | 68            |

### Световна лига
- 1990 – не участва
- 1991 – не участва
- 1992 – не участва
- 1993 – не участва
- 1994 – не участва
- 1995 – не участва
- 1996 – не участва
- 1997 – 7 място
- 1998 – 6 място
- 1999 – не участва
- 2000 – 4 място
- 2001 – 4 място
- 2002 – 3 място
- 2003 – 2 място
- 2004 – 3 място
- 2005 – 2 място
- 2006 – 5 място
- 2007 – 9 място
- 2008 – 2 място
- 2009 – 2 място
- 2010 – 3 място
- 2011 – 9 място
- 2012 – 9 място
- 2013 – 8 място
- 2014 – 7 място
- 2015 – 2 място
- 2016 – 1 място
- 2017 – 5 място